# تيدي (قصة)
تيدي هي قصة قصيرة للكاتب ج. د. سالينجر، أنهاها في 22 نوفمبر 1952، ونُشرت في الأصل في مجلة النيويوركر في العدد الذي صدر بتاريخ 31 يناير 1953. ونشرت ضمن المجموعة القصص (تسع قصص) عام ١٩٥٣. متأثرًا بإنجيل سري راماكريشنا، ابتكر سالينجر شخصية طفل ملفتة للنظر، تيدي مكاردل، ليعرض على قرّائه بعض المفاهيم الأساسية لتنوير زن وتناسخ فيدانتا. أدرك سالينجر أن هذه المهمة تتطلب التغلب على بعض الشوفينية الثقافية الأمريكية في الخمسينيات من القرن العشرين.
كتب سالينجر «تيدي» بينما كان يحضّر لنشر عدد من قصصه القصيرة، ووضع القصة لتحقيق التوازن والاختلاف مع العمل الافتتاحي للمجموعات «يوم مثالي لسمك البنانافيش».
في رواية سالينجر القصيرة «سيمور: مقدمة عنه»، وهي تأمل كتبه بودي غلاس -أحد أفراد عائلة غلاس الخيالية- عن أخيه سيمور، يزعم بودي أنه مؤلف «تيدي» بالإضافة إلى أعمال أخرى في تسع قصص.

## ملخص القصة
تضم القصة عدة مشاهد وصفية قصيرة تحدث على متن سفينة فاخرة. تدور الأحداث تقريبًا بين الساعة 10:00 والساعة 10:30 صباحًا في 28 أكتوبر 1952.
تيدي هو ثيودور «تيدي» مكاردل، الطفل العبقري الغامض البالغ من العمر 10 سنوات، يعود إلى وطنه أمريكا مع والديه الفنانين الهزليين وأخته الصغرى. خلال جولتهم في بريطانيا العظمى، يجري أساتذة الدراسات الدينية والفلسفية -فريق دراسة ليدكر- من جامعات أوروبية مختلفة مقابلة مع تيدي بدافع نابع من الفضول الأكاديمي بهدف اختبار ادعاءاته عن التنوير الروحي المتقدم.